# Bibliothèque Inguimbertine
La bibliothèque Inguimbertine est la bibliothèque municipale classée de Carpentras. Elle est composée des fonds de lecture publique (section adulte et section jeunesse), des fonds bibliographiques patrimoniaux et de collections muséales reconnues Musée de France (présentées dans deux lieux, le musée Comtadin-Duplessis et le musée Sobirats). Pour évoquer cette originalité, le terme de bibliothèque-musée Inguimbertine est désormais utilisé. Elle fait partie depuis 1897 des 54 bibliothèques municipales classées comme les plus importantes de France. Elle dispose de 250 000 volumes, dont 100 000 anciens, 3 000 manuscrits, 4 000 périodiques, 1 000 tableaux (dont le chef-d'œuvre Gamines de Louise Breslau), 300 sculptures et 1 500 objets d’art.

## Avant l'Inguimbertine

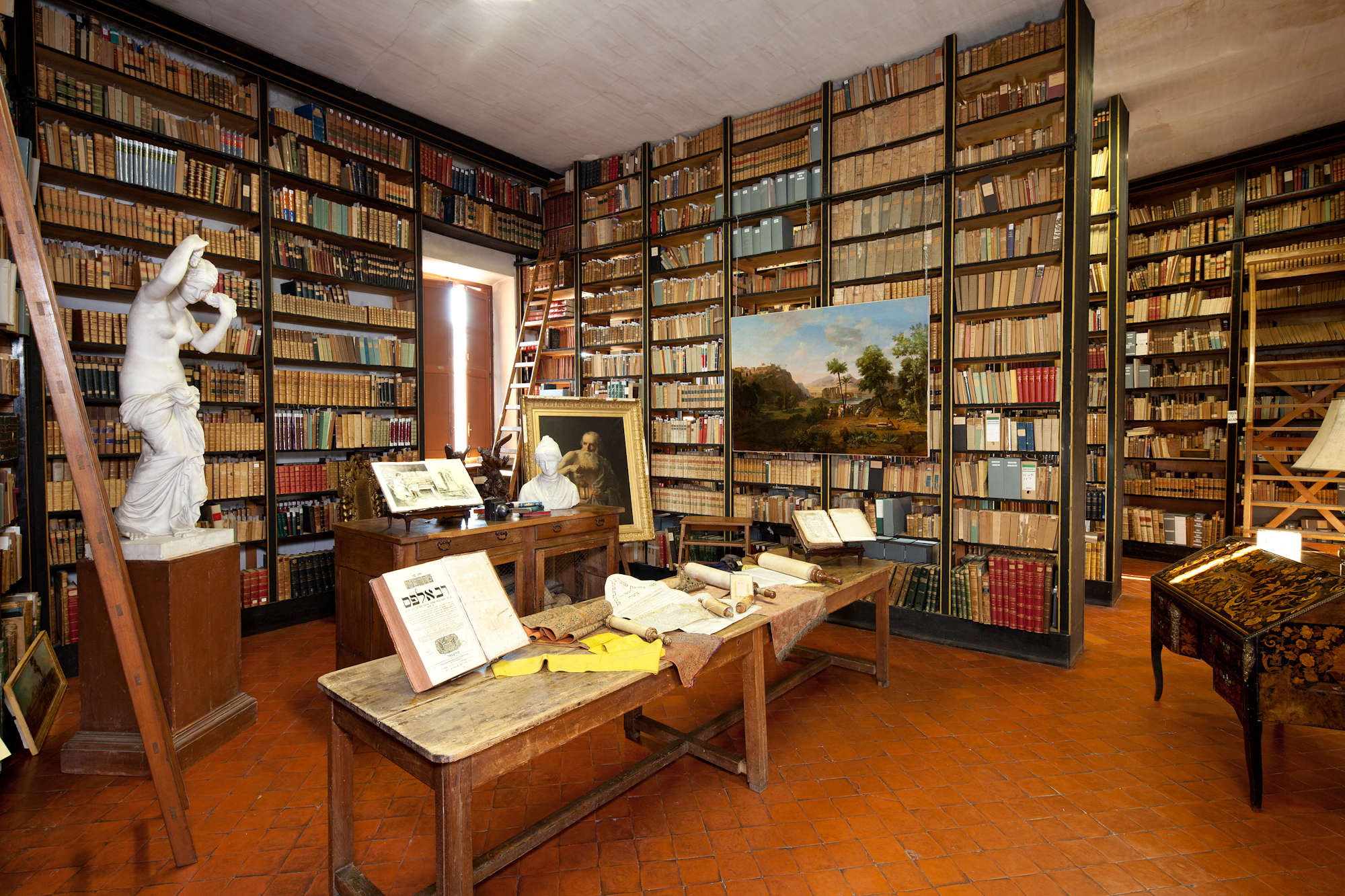
Bib. Inguimbertine Collection Barjavel

Il y eut deux tentatives pour constituer une bibliothèque à Carpentras avant l'Inguimbertine :
- Georges d'Ornos, évêque de Carpentras, mort en 1452, avait voulu que ses livres soient vendus afin d'aider à la construction d'une nouvelle cathédrale. Mais on préféra bientôt suspendre cette vente pour former une bibliothèque publique. Ceci fut fait en 1460 dans la cathédrale. Cependant, cette bibliothèque cessa d'exister pour des raisons encore mal connues.
- Jacopo Sadoleto, ayant été nommé évêque de Carpentras, embarqua sa riche bibliothèque en 1527 sur un bateau vers la France. Malheureusement la peste condamna le navire : les collections de ce grand humaniste furent repoussées des côtes et perdues.

## La bibliothèque de l'évêque d'Inguimbert

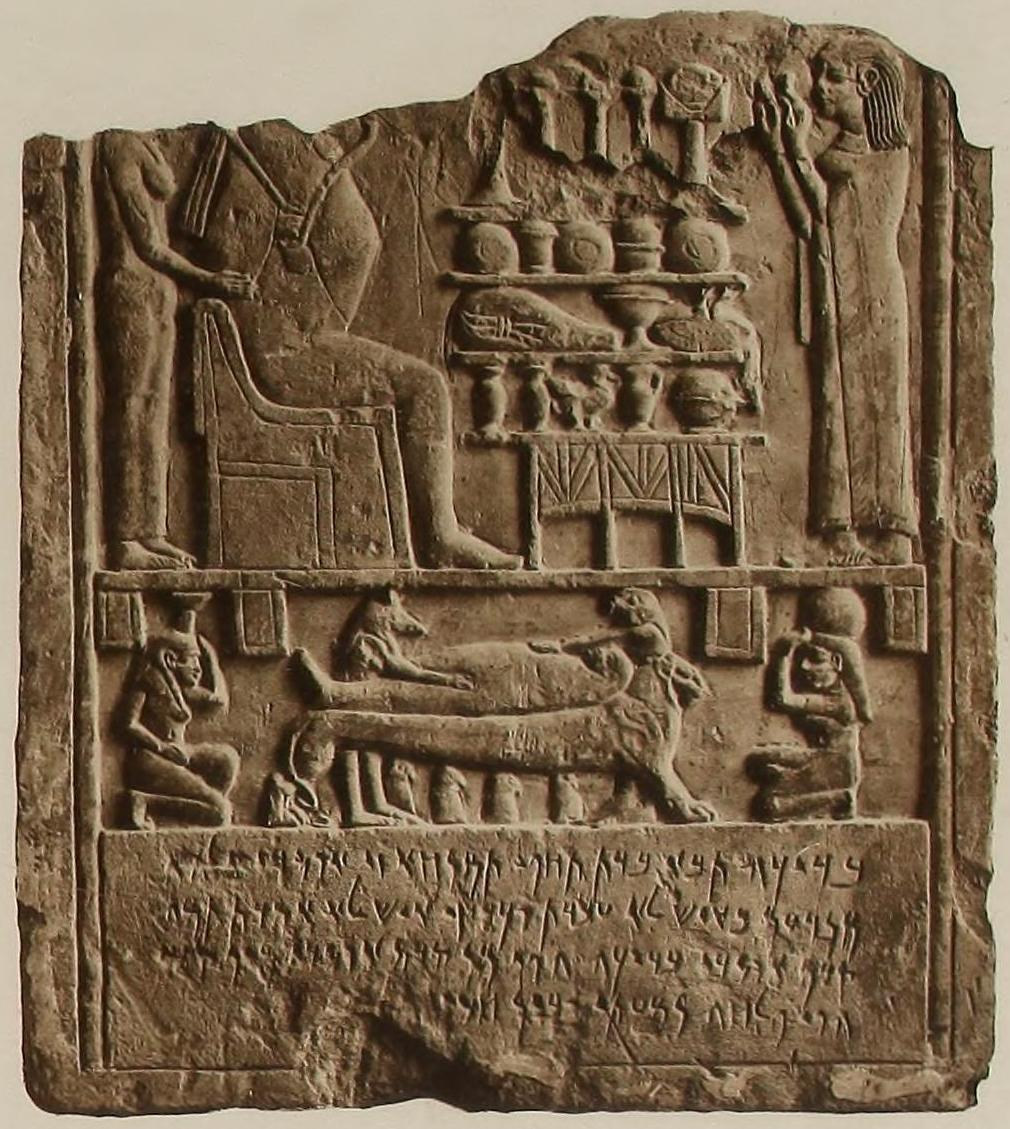
La Stèle de Carpentras, ou stèle de Taba, trouvée à Memphis en Egypte en 1704, fut la première inscription sémitique publiée dans les temps modernes dans le monde. Achetée par le Marseillais Jean-Pierre Rigord, elle a intégré plusieurs collections aixoises avant d'être achetée par Dom Malachie d'Inguimbert, évêque de Carpentras, pour sa bibliothèque devenue publique,.

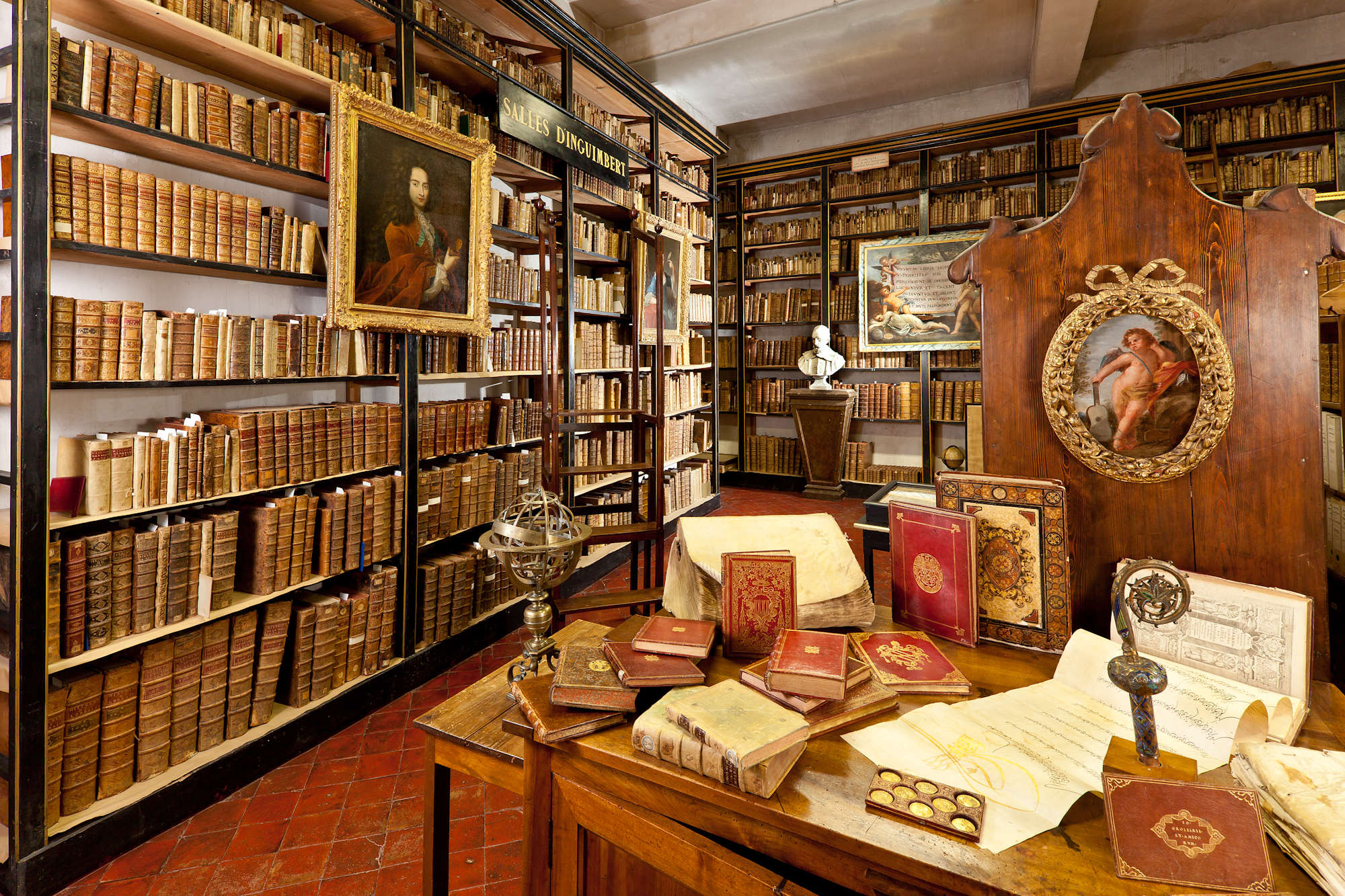
Bib. Inguimbertine, collection d'Inguimbert

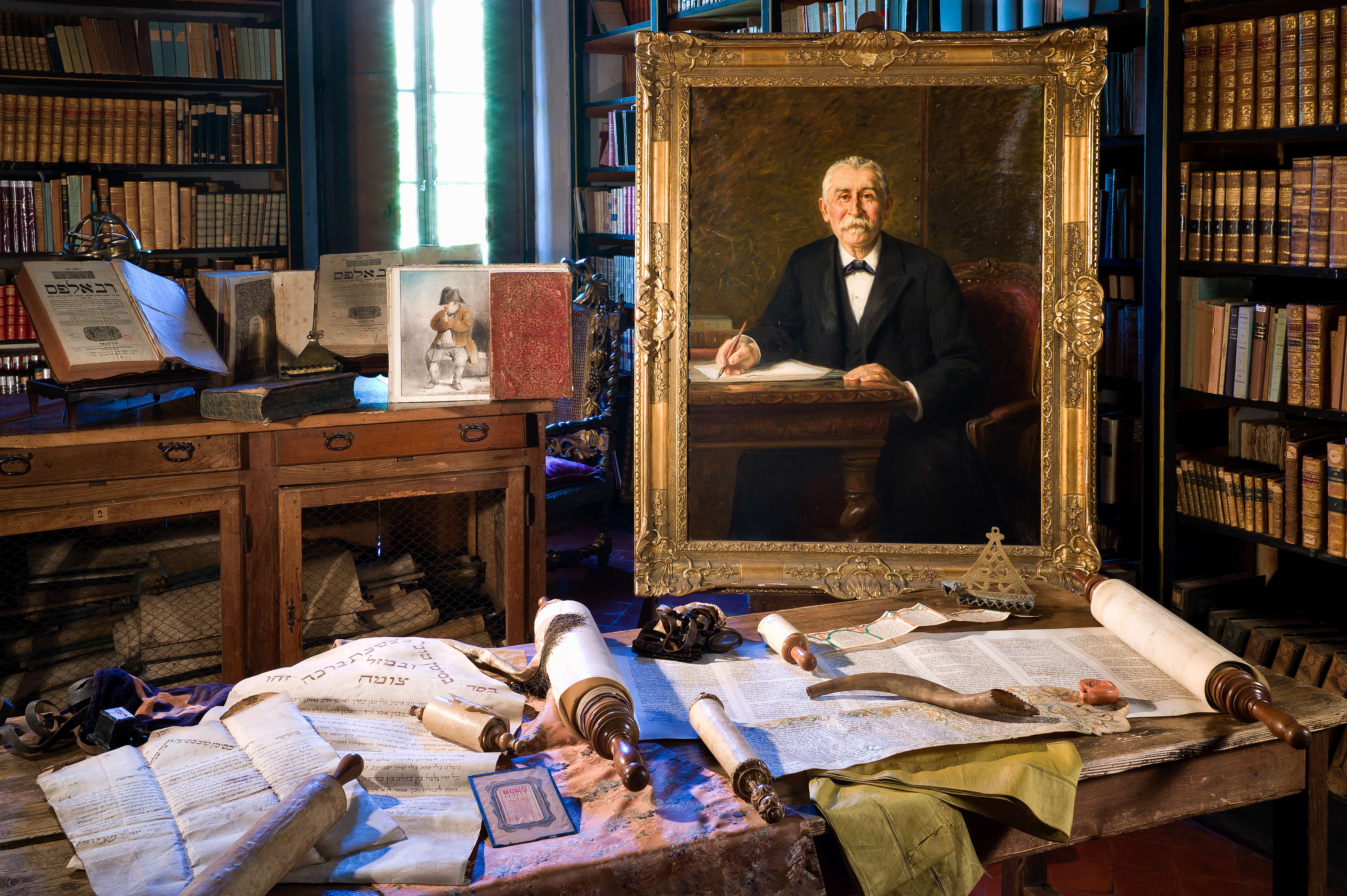
Bib. Inguimbertine, judaïca

Aussi le véritable fondateur de la bibliothèque publique de Carpentras est-il l'évêque Joseph-Dominique d'Inguimbert.
Ce dernier, avant d'être nommé évêque de Carpentras, fut le bibliothécaire du cardinal Corsini. Il conseilla l'achat de la bibliothèque du cardinal Philippe-Antoine Gualterio et participa au classement de cette bibliothèque, rendue publique en 1754. Parmi les bibliothécaires fameux en Italie à cette époque, citons Antonio Magliabechi et Prospero Lambertini, qui succéda au pape Clément XII sous le nom de Benoît XIV.
Nommé évêque de Carpentras en 1735, Joseph-Dominique d'Inguimbert rapporta de Rome environ 4 000 volumes, des tableaux, des estampes... La mise en vente de la bibliothèque du président de Mazaugues lui donna l'occasion d'enrichir la sienne : environ 15 000 volumes, 4 000 médailles, divers objets d'art et de curiosité prirent le chemin de Carpentras en 1745. En 1747, il acheta au baron de Trimond, neveu et héritier des Mazaugues, les dossiers et minutes de correspondance de Nicolas-Claude Fabri de Peiresc qui participent grandement à la renommée de l'Inguimbertine.
D'Inguimbert acheta et aménagea l'hôtel de Grandis-Pomerol, à côté du palais épiscopal pour y placer ses collections. Il sollicita auprès de Benoît XIV l'autorisation de léguer sa fondation, et en 1746 une bulle confirma la fondation de cette « maison des muses » (pour reprendre un rébus imagé placé au-dessus de la porte, un roseau entre deux rats : mus - arondo - mus / musarum domus).
Ce modèle italien transposé dans l'ancienne capitale de l'État pontifical du Comtat Venaissin est une des originalités de la bibliothèque Inguimbertine.

## De la Révolution française à l'évolution des bibliothèques

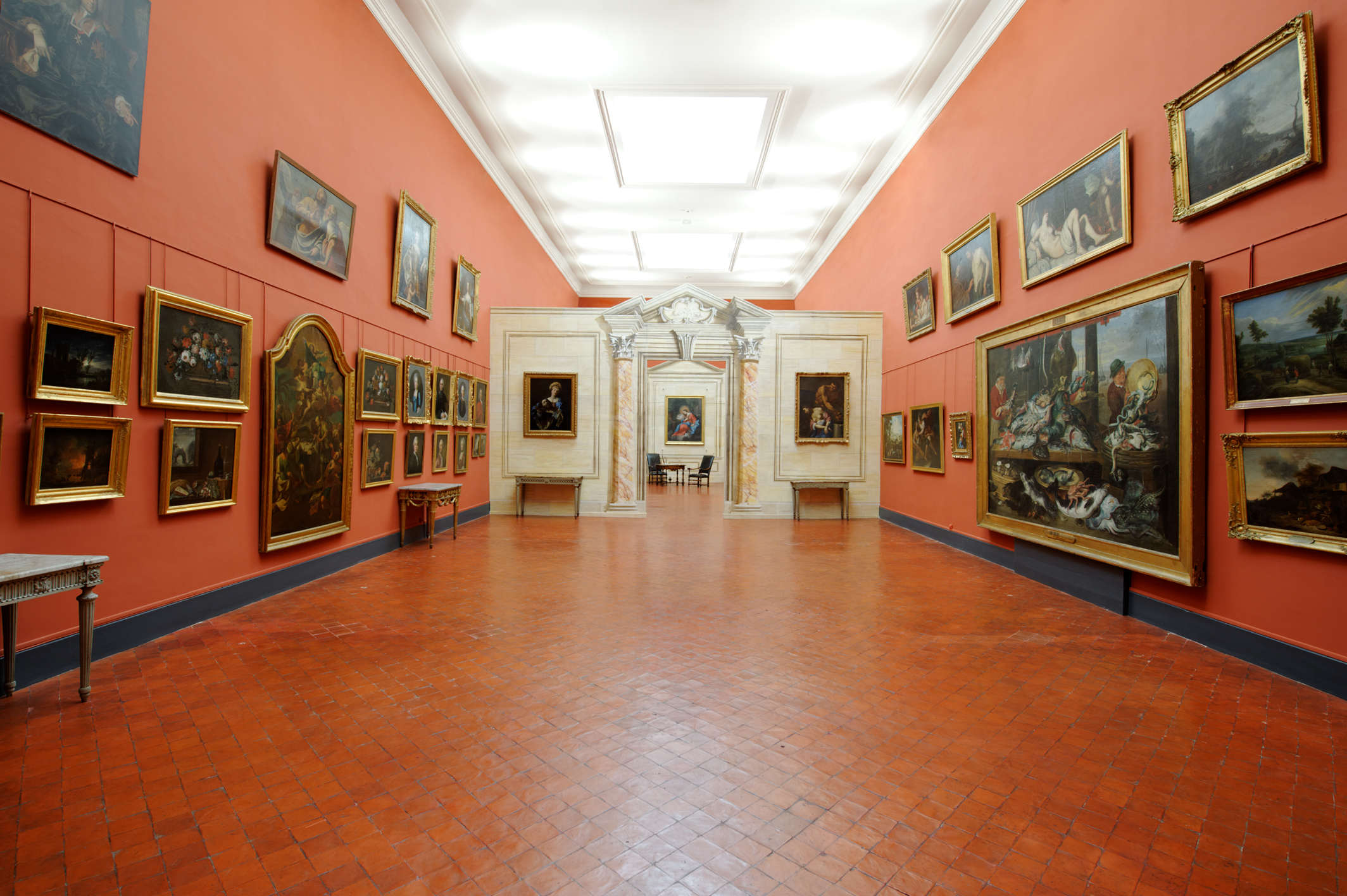
Musée Duplessis, galerie d'Inguimbert

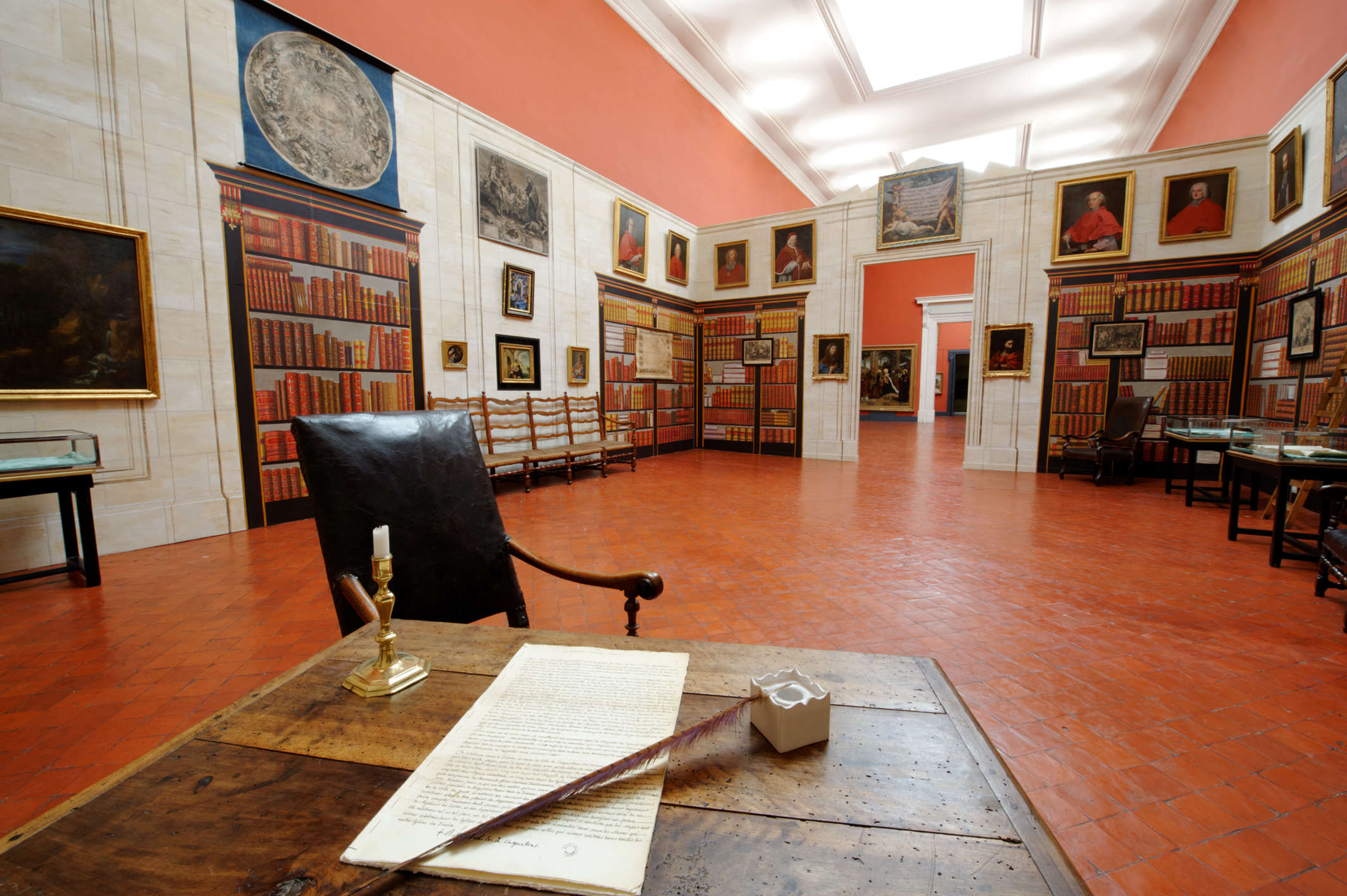
Musée Duplessis, cabinet de Mgr. D'Inguimbert

Une autre originalité de la bibliothèque Inguimbertine, à la fois conséquence de la première et liée à l'histoire de la Révolution en Comtat Venaissin, est la faiblesse de l'apport des saisies révolutionnaires. Si la plupart des bibliothèques municipales classées doivent leur richesse aux saisies des bibliothèques des congrégations religieuses, tel n'est pas le cas de l'Inguimbertine.
La municipalité déménage, en 1847, les collections en un hôtel particulier dans lequel la bibliothèque, avec ses rayonnages et son classement du XVIIIe siècle, se trouve encore. Des dons - comme celui de Casimir François Henri Barjavel avec ses 10 000 volumes, tableaux et objets d'art -, des dépôts de l'État, des acquisitions, l'enrichissent.
Cette bibliothèque publique créée avant l'essor de la lecture publique, cette « maison des muses » rassemblant divers supports avant les médiathèques, a accompagné la création des bibliothèques populaires dans le dernier quart du XIXe siècle, a accueilli les archives municipales, a constitué des musées à partir de certaines des œuvres conservées (Musée Comtadin-Duplessis, Musée Sobirats, Musée Lapidaire), et fait le pari de tenir ensemble ce qui ailleurs a pu être scindé, voire opposé : fonds patrimonial et lecture publique, bibliothèques, archives et musées.
Jean-Joseph Bonaventure Laurens versa à la bibliothèque son fonds de musique d'orgue, et notamment un exemplaire original de la Messe à l’usage des Paroisses de François Couperin, ainsi qu’une partition manuscrite de Johann Sebastian Bach, la Partita sur Sei gegrüsset Jesu gütig.

### L'Inguimbertine à l'Hôtel-Dieu
Depuis quelques années, la municipalité a lancé un projet de transfert des collections au sein d'un pôle culturel localisé dans l'ancien Hôtel-Dieu de Carpentras, en cours de réhabilitation. Ce déménagement a pour but d'améliorer la mise à disposition des fonds et l'accueil du public. Durant la rénovation de l'Hôtel-Dieu, un profond travail de modernisation de la bibliothèque est mis en place, avec la numérisation, en vue d'une libre consultation en ligne.
Le projet scientifique et culturel de l’Inguimbertine à l’hôtel-Dieu prévoit de laisser telles quelles les parties remarquables de l’hôtel-Dieu (vestibule, chapelle, pharmacie). Les autres espaces permettront le redéploiement des collections. Le rez-de-chaussée abritera les fonds de lecture publique – avec une orientation très nette pour le multimédia – mêlés aux tableaux, aux instruments de musique et scientifiques ainsi qu’aux objets d’art (1 800 m2). Le premier étage accueillera l’exposition permanente des cabinets des principaux donateurs (300 m2), les réserves visitables (300 m2), les collections de beaux-arts exposées par thèmes (1 700 m2) ainsi que la salle d’expositions temporaires (300 m2). Un grand hall contemporain abritera la banque d’accueil, le vestiaire, la librairie. Adossé à l’escalier d’honneur, il facilitera la liaison entre les différentes parties du monument et s’ouvrira sur l’ancien jardin des religieuses. En raison du coût de cette entreprise (30 millions d’euros non compris le chantier des collections), le projet a été échelonné en deux tranches. La première a été subdivisée en deux phases (1A et 1B) dont les travaux s’élèvent à 17 millions d’euros hors taxes, subventionnés par l’État à hauteur de 36 %. La région et le département contribuent aussi à ce chantier. La phase 1A a été inaugurée à l’automne 2017 ; la 1B le sera en juin 2018. La deuxième tranche concernera la présentation de la plus grande partie des collections patrimoniales et l’installation des bureaux et des réserves dans la partie nord-est. Son budget est estimé à 12 millions d’euros hors taxes. Les études de réalisation de cette dernière partie ont commencé en vue de l’achèvement des travaux en 2020.

## Association des Amis de l'Inguimbertine et du Musée de Carpentras
Créée en 2001 par deux Carpentrassiens, l’AAIMC a pour vocation de faire connaître la bibliothèque et le musée de Carpentras, dont les collections conservent des documents, incunables, livres et manuscrits d’une telle richesse que des chercheurs viennent du monde entier pour les consulter.
L’Association, qui comporte aujourd’hui plus de 200 membres, finance également des restaurations ou des acquisitions, en collaboration étroite avec le conservateur. La dernière restauration en date, réalisée en collaboration avec la municipalité et la DRAC d’Aix en Provence, est celle d’un trumeau et d’une console du XVIIIe siècle, que l’on peut admirer au Musée Sobirat de Carpentras. D’autres projets sont à l’étude avec le conservateur.
La vocation de l’Association est avant tout de participer au maintien et à l’enrichissement du patrimoine local. Plusieurs événements sont organisés afin de soutenir financièrement cet objectif : conférences, concerts et visites.
L'association a cessé son activité en 2018.

## Conservateurs
| Période | Période | Identité              |
| ------- | ------- | --------------------- |
| 1919    | 1923    | Hyacinthe Chobaut     |
| 1923    | 1947    | Robert Caillet        |
| 1947    | 1949    | Léonce Bouyssou       |
| 1949    | 1951    | Georges Bataille      |
| 1951    | 1962    | Claude Sibertin-Blanc |
| 1962    | 1983    | Henri Dubled          |
| 1983    | 2000    | Isabelle Battez       |
| 2000    | 2003    | Christiane Imbert     |
| 2004    | 2019    | Jean-François Delmas  |
| 2021    | 2022    | Matthieu Desachy      |